# Angelo Tua
Angelo Tua, italijanski general, * 1874, † 1955.